# Paul Schmierer
 (mai 2023).
Si vous disposez d'ouvrages ou d'articles de référence ou si vous connaissez des sites web de qualité traitant du thème abordé ici, merci de compléter l'article en donnant les références utiles à sa vérifiabilité et en les liant à la section « Notes et références ».
Paul Schmierer, né le 18 juin 1905 à Czernowitz (Bukovine, Autriche) et mort le 9 juillet 1966 à Villacastin (Espagne) est un résistant et militant trotskiste dans sa jeunesse, puis socialiste français.

## Biographie
Arrivé en France dans les années 1920, Paul Schmierer est naturalisé en 1928 et obtient son diplôme de docteur en médecine en 1933.
Engagé très tôt dans le mouvement révolutionnaire, il milite pendant ses études aus sein de l'Union fédérale des étudiants avant d'en être exclu à la fin des années vingt. Il adhère ensuite à la Ligue communiste mais se retrouve très vite en minorité au sein de son organisation. Après s'être rapproché de Boris Souvarine, il finit par adhérer à la Section française de l'Internationale ouvrière (SFIO) où il fréquente notamment Colette Audry et Michel Collinet.
Très investi dans le comité d'action socialiste pour l'Espagne, il organise, avec Max Petel, l'aide matérielle aux républicains espagnols. Il se rapproche notamment de Julian Gorkin et du Parti ouvrier d'unification marxiste (POUM), dont il assure la liaison avec les autres partis de gauche européens.
Il intervient aussi pour permettre, en 1938, à Victor Serge d'obtenir un visa pour la France, grâce à l'aide d'un de ses amis, Daniel Bénédite.
Médecin lieutenant il est fait prisonnier à Nantes en juin 1940, s'évade et rejoint la zone Sud et s'installe à Marseille et devient un collaborateur de Varian Fry, un américain venu créer le Centre Américain de Secours (CAS) ayant pour mission d' organiser l'immigration vers les États-Unis ou le Mexique d'intellectuels et  d'étrangers persécutés par les allemands, tout en se rapprochant  de la résistance en rejoignant Franc-Tireur. Il met aussi en place un réseau chargé de renseignement dans la région marseillaise et dans la forêt domaniale de Pélenc, rattaché  au réseau Tartane-Masséna du Bureau central de renseignements et d'action. Il rallie ensuite le SR (service de renseignement) des Mouvements unis de la Résistance (MUR). Il est homologué Gallia/RPA agent P2 chef de mission II, Chef régional avec le grade de Commandant.
Arrêté par la police de Vichy début 1944, il parvient à s'évader au printemps et rejoint Paris contribuant à sa libération. 
Son action dans la résistance lui valent la Légion d'honneur, la croix de guerre, la médaille de la Résistance et la médaille commémorative de la France Libre. 
Après guerre, il s'installe à Rosny-sous-Bois. Secrétaire de la section SFIO de cette ville, il est ensuite élu conseiller municipal.
Violemment anti-stalinien, il s'engage notamment en 1956 dans la dénonciation de l'intervention soviétique en Hongrie, puis en 1958 dans la campagne de Henri Frenay, (fondateur en 1941 du Mouvement Combat, Compagnon de la libération), candidat Union démocratique et socialiste de la Résistance (UDSR) dans la circonscription de Montreuil contre le sortant Jacques Duclos, alors premier secrétaire du PCF. 
Il meurt subitement d'un infarctus pendant un voyage en Espagne.

## Distinctions
- Légion d'honneur
- Croix de guerre 1939-1945
- Médaille de la Résistance française